# La Tour-Blanche
La Tour-Blanche (en limosín La Tor Blancha) era una comuna francesa situada en el departamento de Dordoña, de la región de Nueva Aquitania, que el 1 de enero de 2017 pasó a ser una comuna delegada de la comuna nueva de La Tour-Blanche-Cercles al fusionarse con la comuna de Cercles.

## Demografía
| Gráfica de evolución demográfica de La Tour-Blanche entre 1800 y 2014 |
|                                                                       |

Los datos demográficos contemplados en este gráfico de la comuna de La Tour-Blanche se han cogido de 1800 a 1999 de la página francesa EHESS/Cassini, y los demás datos de la página del INSEE.